# Empectida squamigera
Empectida squamigera är en skalbaggsart som beskrevs av Moser 1914. Empectida squamigera ingår i släktet Empectida och familjen Melolonthidae. Inga underarter finns listade i Catalogue of Life.